# 交通运输部救助打捞局
交通运输部救助打捞局，简称中国救捞，是中华人民共和国交通运输部负责海上人命救助、环境救助、财产救助、应急抢险打捞的直属事业单位。交通运输部救助打捞局具体承担中华人民共和国管辖海域内海上突发事件应急响应、人命救生、船舶与财产救助、沉船沉物打捞、海上消防、清除溢油污染及其他海上运输及资源开发安全保障公益职责，代表中华人民共和国政府履行有关国际条约和海运双（多）边协定的义务。

## 历史沿革
1951年经中央人民政府政务院批准，中央交通部决定，国营海运局（原招商局）海事(打捞)课为主，合并华兴打捞公司，同年8月24日在上海中山东一路13号海关大楼第四层成立隶属中央交通部航务工程总局领导的国营企业“中国人民打捞公司”，负责在黄浦江和长江入海口清航打捞，处理1948年底至1949年初在黄浦江江底沉船59艘，在长江入海口航道沉船上百艘的以封舱抽水、捞货除泥、驳船抬撬、沉船清障、航道疏通。 公司经理李立明。时有职工120人，其中中共党员6人，设立中共中国人民打捞公司党小组，和上海港务局海务处党小组合建联合党支部，隶属于上海港务局党总支。1952年11月4日，中央人民政府政务院财政经济委员会主任陈云签发公字第243号执照给中国人民打捞公司。当时只有一艘125千瓦拖轮“盘山”号和10余艘小型平驳。
1953年2月12日起中国人民打捞公司使用“中央人民政府交通部航务工程总局打捞公司”名称。1953年8月起张智魁任经理（局长）直至1966年1月。
1978年8月，交通部决定成立交通部海难救助打捞局，上海海难救助打捞局由上海海运局代管的县团公司级单位升格为交通部直属正局级单位“交通部上海海难救助打捞局”。
先后参与海军“418”号潜艇、新中国第一艘国产万吨级远洋货轮“跃进”号、“阿波丸”、韩国“世越号”、巴拿马籍油船“桑吉”轮等轰动性事件。
2003年4月1日起，交通部实施救助打捞体制改革，将救助与打捞分离，组建新救助局和新打捞局，分别承担不同的职责，实施不同的管理、保障制度。救助的职责是实施以海上人命救助为目的社会公益性救助任务，属于政府行为。打捞职责是贯彻执行国家和交通部有关海上打捞工作方针、政策、法规；承担国家指定的特殊的政治、军事、救灾等抢险打捞任务；履行有关国际公约；沉船沉物打捞，公共水域和航道、港口清障；负责水上非人命救生的船舶、设施和财产的救助打捞；沉船存油和难船溢油的应急清除，防止海洋环境污染等工作任务。体制改革后的救助打捞单位实行垂直领导管理体制，新组建的救助局和打捞局由交通部救助打捞局实行统一垂直领导和管理。组建北海、东海、南海3个救助局，烟台、上海、广州3个打捞局和4个救助飞行队（北海第一、东海第一、二和南海第一），拥有近万名职工，其中专业技术人员、潜水员和船员占80%以上、76艘专业救助船舶、132艘打捞船舶和20架救助飞机。

## 机构设置
交通运输部救助打捞局设置下列机构：

### 内设机构
- 办公室
- 规划建设科技处
- 财务处
- 人事教育处
- 救助管理处
- 飞行管理处（飞行管理中心）
- 打捞管理处
- 安全监督管理处
- 审计处
- 党群工作处（组织处）
- 纪委办公室

### 直属事业单位
- 交通运输部北海救助局
  - 交通运输部北海第一救助飞行队
- 交通运输部东海救助局
  - 交通运输部东海第一救助飞行队
  - 交通运输部东海第二救助飞行队
- 交通运输部南海救助局
  - 交通运输部南海第一救助飞行队
  - 交通运输部南海第二救助飞行队
- 交通运输部烟台打捞局
- 交通运输部上海打捞局
- 交通运输部广州打捞局

## 相关展馆

### 中国救捞陈列馆
位于上海市杨树浦路1426号海救大楼内。2011年，中国救捞陈列馆正式成立。展厅面积1636平方米，通过救捞工具、文字资料、多媒体沙盘模型、船模等，展示一代代救捞人的“大爱无疆”。此前，受条件所限，陈列馆以预约参观为主；自今年“国际博物馆日”起，经过三个月试运行，陈列馆即日起实现线上VR全天候展示和线下全天候免费开放。杨浦区文化局表示，中国救捞陈列馆全天候开放，将有利于实现区域文化资源的联动、整合，为杨浦打造滨江文化产业带、勇当上海“四大品牌”创新发展引领区提供更广阔的空间，本馆于2018年8月向民众免费开放。